# Định lý lá cờ Anh

Định lý Lá Cờ Nước Anh phát biểu rằng tổng diện tích hình vuông màu đỏ bằng tổng diện tích hình vuông màu xanh

Trong hình học Euclid, định lý Lá Cờ Nước Anh phát biểu rằng cho một điểm P trên mặt phẳng hình chữ nhật ABCD khi đó tổng diện tích hai hình vuông với độ dài cạnh lần lượt là khoảng cách từ điểm P đến hai đỉnh đối nhau bằng tổng diện tích hai hình vuông với các cạnh lần lượt là khoảng cách từ điểm P đến hai đỉnh đối còn lại.
Định lý được thể hiện thông qua Phương trình sau:
{\displaystyle AP^{2}+CP^{2}=BP^{2}+DP^{2}.\,}
Định lý cũng đúng nếu điểm P nằm trong không gian Euclid chứa hình chữ nhật.. Tuy nhiên định lý không còn đúng nếu như ta thay hình chữ nhật bởi một hình bình hành.

## Chứng minh

Minh hoạ cách chứng minh

Hình chiếu của P tới các cạnh AB, BC, CD, và AD lần lượt là các điểm w, x, y và z. Khi đó wxyz là một tứ giác có hai đường chéo vuông góc
Áp dụng định lý Pytago cho tam giác vuông AwP, và ta thấy wP = Az, do đó
- {\displaystyle AP^{2}=Aw^{2}+wP^{2}=Aw^{2}+Az^{2}}

tương tự ta có:
- {\displaystyle PC^{2}=wB^{2}+zD^{2},}
- {\displaystyle BP^{2}=wB^{2}+Az^{2},} và
- {\displaystyle PD^{2}=zD^{2}+Aw^{2}.}

Do đó: {\displaystyle AP^{2}+PC^{2}=(Aw^{2}+Az^{2})+(wB^{2}+zD^{2})} {\displaystyle =(wB^{2}+Az^{2})+(zD^{2}+Aw^{2})=BP^{2}+PD^{2}}

## Ứng dụng

Tổng diện tích các tứ giác cùng màu bằng nhau

Một ứng dụng định lý là cờ nước anh như sau: Cho hai đa giác đều 2n cạnh là A1A2....A2n và B1B2....B2n khi đó tổng diện tích của hai tứ giác AiAi+1Bi+1Bi và Ai+nAi+1+nBi+1+nBi+n là bằng nhau với mọi i=1,...,n. Kết quả này được chứng minh từ trường hợp hai hình chữ nhật đồng dạng.

## Mở rộng
Cho hai hình chữ nhật đồng dạng cùng hướng ABCD và A'B'C'D' khi đó ta có hệ thức:
{\displaystyle AA^{2}+CC^{2}=BB^{2}+DD^{2}}
Rõ ràng khi một trong hai hình chữ nhật suy biến thành một điểm thì sẽ có định lý Lá Cờ Anh.